# Carla Arbulu
Carla Arbulu est une joueuse de football américaine née le 5 septembre 1985.

## Biographie
Arrivée des États-Unis en 2010, Carla Arbulu n'a pu tout de suite jouer pour le Saint-Trond VV. Il lui a fallu attendre que son dossier d'affiliation soit complet. Cela a été fait juste avant la rencontre de Ligue des Champions contre l'AC Sparta Prague. 
En 2011, elle part au FCF White Star Woluwé où elle ne reste qu'une saison. En juin 2012, elle rejoint les rangs du Standard de Liège (féminines) où, en moins d'un mois, elle remporte la Supercoupe de Belgique et la BeNe SuperCup.

## Palmarès
- Supercoupe de Belgique féminine (1) :  2012
- BeNe SuperCup (1) : 2012
- Doublé BeNe SuperCup-Supercoupe de Belgique (1) : 2012

### Bilan
- 2 titres